# 采爾巴赫河
47°58′15.2″N 10°11′36.7″E / 47.970889°N 10.193528°E

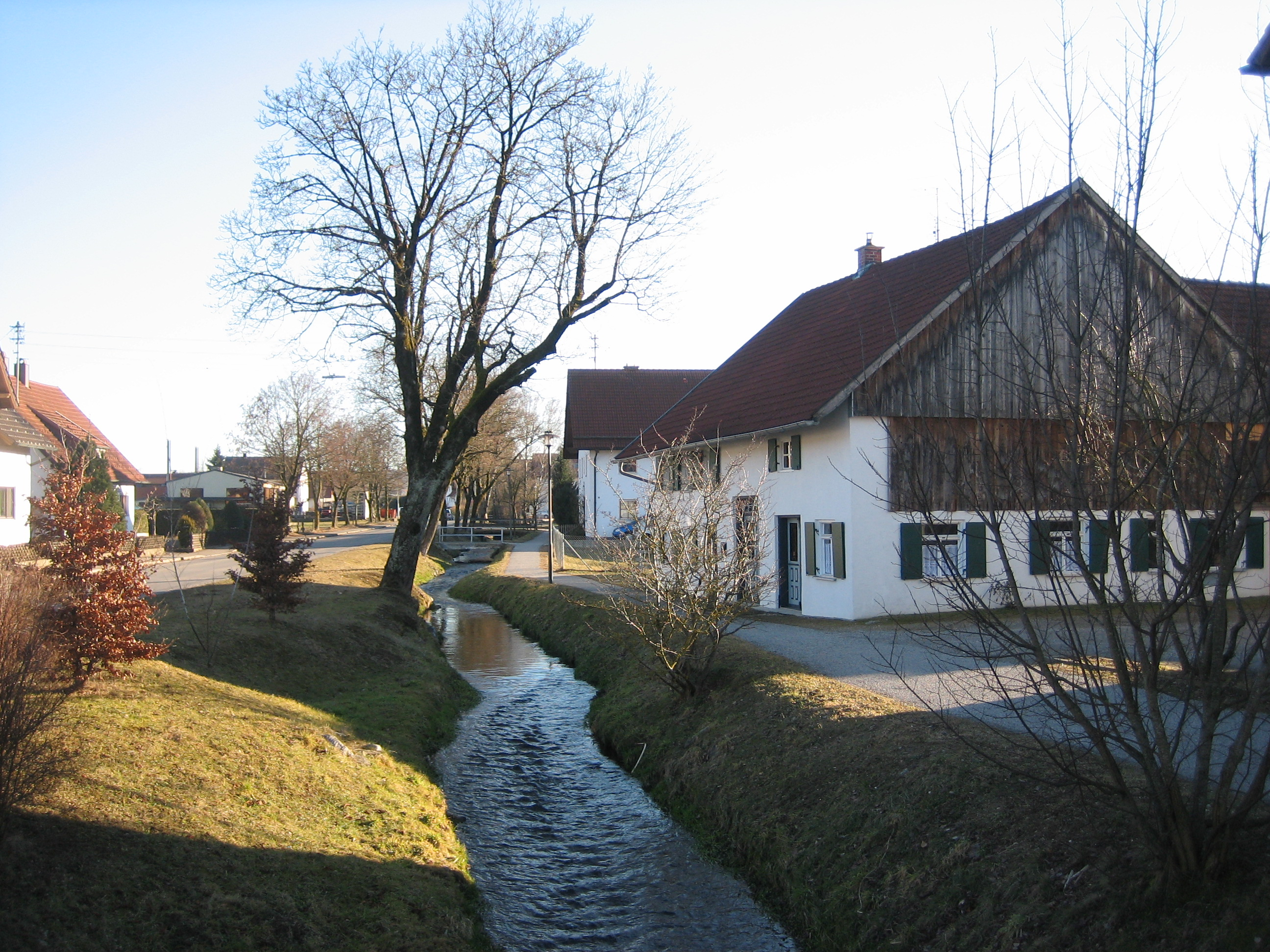

采爾巴赫河是德國的河流，位於該國東南部，由巴伐利亞負責管轄，屬於梅明根阿赫河的支流，河道全長15.5公里，發源自迪特曼斯里德，河口處在梅明根。